# Sara Hall
Sara Hall (* 15. April 1983 als Sara Bei) ist eine US-amerikanische Langstrecken- und Hindernisläuferin.

## Werdegang
2006 belegte sie bei den Hallenweltmeisterschaften in Moskau den zwölften Rang über 3000 Meter und bei den Crosslauf-Weltmeisterschaften in Fukuoka auf der Kurzstrecke den 26. Platz. 2009 wurde sie als Vierte der Tufts 10K Dritte der US-Meisterschaft im 10-km-Straßenlauf.
Bei den Panamerikanischen Spielen 2011 siegte sie über 3000 m Hindernis. 2012 wurde sie US-Meisterin im Crosslauf und kam bei den Leichtathletik-Hallenweltmeisterschaften in Istanbul über 3000 m auf den achten Platz.
2020 wurde die 37-Jährige mit persönlicher Bestzeit in 2:22:01 h Zweite beim London-Marathon hinter Brigid Kosgei.
Sara Hall studierte an der Stanford University Humanbiologie. Seit 2005 ist sie mit dem Marathonläufer Ryan Hall (* 1982) verheiratet.

## Persönliche Bestzeiten
- 1500 m: 4:08,55 min, 20. Juli 2008, Heusden-Zolder
  - Halle: 4:15,0 min, 29. Januar 2010, New York City
- 1 Meile: 4:32,24 min, 8. August 2009, Falmouth
  - Halle: 4:31,50 min, 29. Januar 2010, New York City
- 2000 m: 5:54,07 min, 7. Juni 2009, Eugene
- 3000 m: 8:52,35 min, 24. August 2010,	Villeneuve-d’Ascq
  - Halle: 8:53,72 min, 28. Februar 2009, Boston
- 3000 m Hindernis: 9:39,48 min, 26. Mai 2011, Rom
- 5000 m: 15:20,88 min, 19. Juli 2006, Lüttich
- 10.000 m: 32:35,87 min, 6. Dezember 2015, Sacramento
- 10-km-Straßenlauf: 32:14 min, 13. Oktober 2014, Boston
- Halbmarathon: 1:08:58 h, 19. Januar 2020, Houston
- Marathon: 2:20:32 h, 20. Dezember 2020, Chandler